# Virginia Lago
Virginia Lago (San Martín, Argentina, 22 de marzo de 1946) es una primera actriz, con una extensa trayectoria en teatro, cine y televisión y conductora argentina. Es tía de la también actriz Fabiana García Lago. Ha cobrado especial notoriedad por ser la presentadora del popular ciclo de cine Historias de corazón, emitido por Telefe.

## Trayectoria

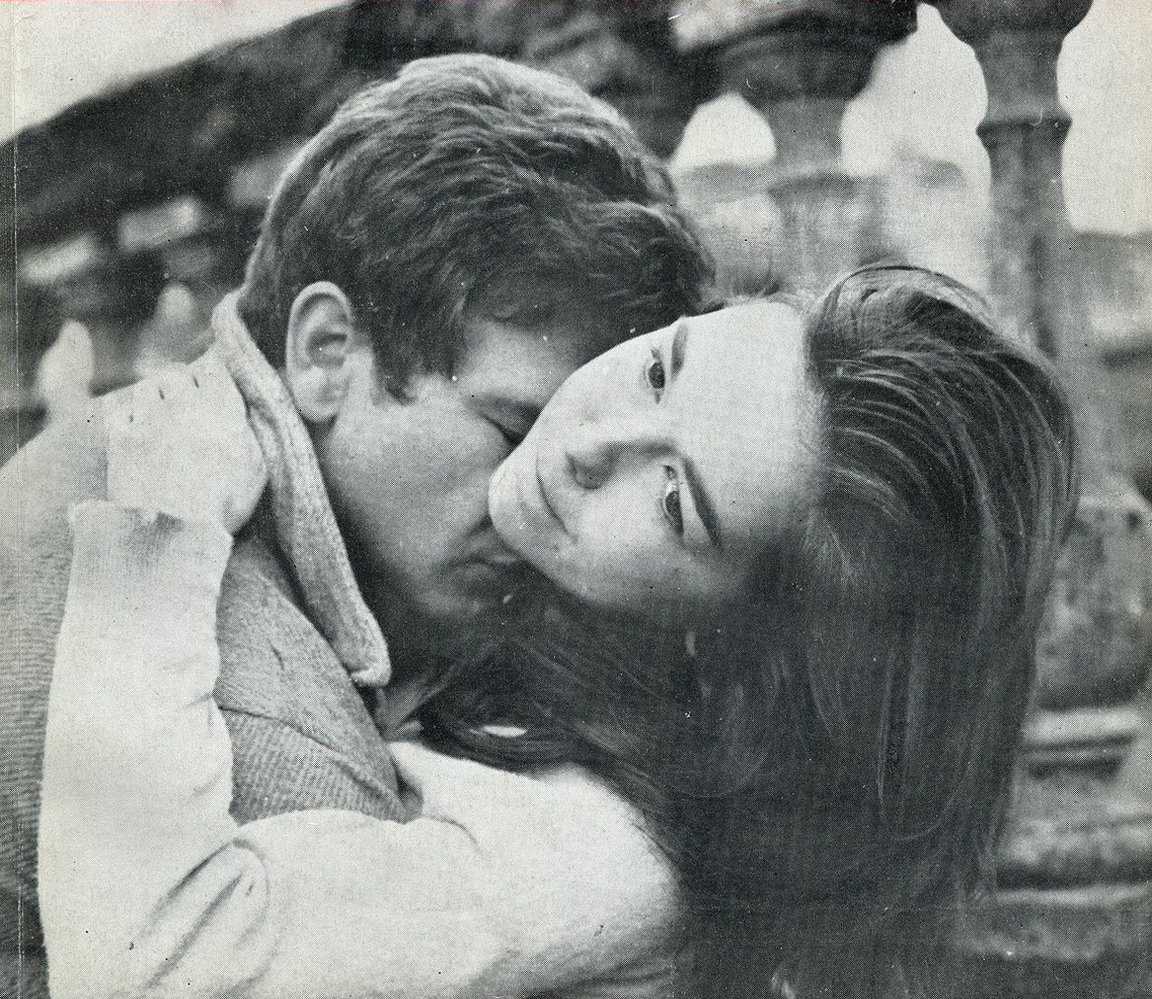
Junto a Alberto Argibay en Alias Gardelito (1961).

Virginia Lago nació en San Martín, al norte del Gran Buenos Aires. Hasta los 20 años residió en Villa Ballester. Cursó sus estudios primarios en la Escuela n.º 11 "Roberto Noble", y los secundarios en el colegio Tomás Guido de San Martín. Es prima y fue vecina de la actriz Zully Moreno, que también residía en la localidad.
En 1958 tuvo una actuación destacada en la obra Pigmalión. Estudió Teatro con Marcelo Lavalle, Roberto Durán, en el Instituto de Arte Moderno y actuando aprendió de muchísimos Actores. En 1966 trabajó en el programa Galería Polyana que con buena repercusión se transmitió entre mayo y octubre por Canal 9 de lunes a viernes con libros de la autora teatral Clara Giol Bressan y un elenco que incluía a Susana Campos, Fanny Navarro, Enzo Viena, Ricardo Passano, Patricia Shaw, Aída Luz, María José Demare, Nelly Darén y Gloria Raines.

### Televisión
| Año       | Título                                                  | Papel                       | Notas                                                    | Genero                |
| --------- | ------------------------------------------------------- | --------------------------- | -------------------------------------------------------- | --------------------- |
| 2023      | Argentina, tierra de amor y venganza                    | Luisa Sosa                  | Elenco principal                                         | Telenovela            |
| 2017      | Amar después de amar                                    | Myriam Cohen vda. de Kaplan | Antagonista                                              | Telenovela            |
| 2012-2013 | Historias de corazón.                                   | Varios personajes           | Varios episodios                                         | Unitario              |
| 2011      | Decisiones de vida                                      | RaquelGloria                | Ep: "La vida lo quiso asi"Ep: "Alta costura: Ley Piazza" | Unitario              |
| 2010      | Caín y Abel                                             | Consuelo Vedia              | Elenco secundario                                        | Telenovela            |
| 2008      | Mujeres de nadie                                        | Nelida "Nene" Fiore         | Antagonista                                              | Telenovela            |
| 2006      | Montecristo                                             | Helena Luján                | Elenco secundario                                        | Telenovela            |
| 2005      | Mujeres asesinas                                        | Mabel                       | Ep: "Graciela Hammer, incendiaria"                       | Unitario              |
| 2001      | Las amantes                                             | Lidia / Marta               | Participación especial                                   | Unitario              |
| 1997      | Los herederos del poder                                 | Susana                      | Elenco principal                                         | Telenovela            |
| 1995      | Por siempre mujercitas                                  | Gabriela Morales            | Elenco principal                                         | Telenovela            |
| 1994      | Más allá del horizonte                                  | Rosaura                     | Recurrente                                               | Telenovela            |
| 1994      | Alta comedia                                            | Varios personajes           | Varios episodios                                         | Unitario              |
| 1991      | Cosecharás tu siembra                                   | Lina Carrazi Vanzini        | Elenco secundario                                        | Telenovela            |
| 1990      | La bonita página                                        | Virginia                    | Elenco secundario                                        | Unitario              |
| 1986      | Inocente María                                          | Teresa                      | Participación especial                                   | Telenovela            |
| 1985      | Noches de luna                                          | Rosario "Charo"             | Elenco secundario                                        | Telenovela            |
| 1984      | Las 24 horas                                            | Varios personajes           | Varios episodios                                         | Unitario              |
| 1981-1982 | Los especiales de ATC                                   | Varios personajes           | Varios episodios                                         | Unitario              |
| 1981      | Velada de gala                                          | Mercedes Galván             | Elenco principal                                         | Unitario              |
| 1980      | Matadero                                                | Vicenta Alfonso             | Elenco principal                                         | Serie                 |
| 1976      | El amor tiene cara de mujer                             | Inés Castrejo               | Elenco secundario                                        | Telenovela            |
| 1974      | Los bulbos                                              | Varios personajes           | Varios episodios                                         | Unitario / Teleteatro |
| 1974      | La casa, el teatro y usted                              | Varios personajes           | Varios episodios                                         | Unitario / Teleteatro |
| 1974      | El teatro de Jorge Salcedo                              | Varios personajes           | Varios episodios                                         | Unitario / Teleteatro |
| 1974      | Narciso Ibañez Serrador presenta a Narciso Ibañez Menta | Varios personajes           | Varios episodios                                         | Unitario / Teleteatro |
| 1973      | Lo mejor de nuestra vida...nuestros hijos               | Varios personajes           | Varios episodios                                         | Unitario / Teleteatro |
| 1973      | Plantea 7                                               | Marisa / Virginia           | Participación especial                                   | Unitario / Teleteatro |
| 1971-1972 | Ciclo de teatro argentino                               | Varios personajes           | Varios episodios                                         | Unitario / Teleteatro |
| 1971      | Jueves sorpresa                                         | Varios personajes           | Varios episodios                                         | Unitario / Teleteatro |
| 1969      | Nuestra galleguita                                      | Rosaura                     | Elenco secundario                                        | Telenovela            |
| 1967      | Siempre tuya por siempre                                | Roxana Barreda              | Elenco secundario                                        | Telenovela            |
| 1966      | El teatro de Alfredo Alcón                              | Varios personajes           | Varios episodios                                         | Unitario / Teleteatro |
| 1965      | Los hermanos                                            | Verónica                    | Recurrente                                               | Serie                 |
| 1965      | Rebelion escolar                                        | Raquel                      | Recurrente                                               | Telenovela            |
| 1964      | El amor tiene cara de mujer                             | Carolina                    | Recurrente                                               | Telenovela            |
| 1964      | Abismo de olvido                                        | Gina Madariaga              | Antagonista                                              | Telenovela            |
| 1962      | La familia Falcón                                       | Lilia Falcón                | Elenco principal                                         | Telenovela            |
| 1960      | Obras maestras del terror                               |                             | Cameo                                                    | Unitario              |

| Año       | Título               | Papel      | Notas                                                                              |
| --------- | -------------------- | ---------- | ---------------------------------------------------------------------------------- |
| 2021      | Mañanas públicas     | Columnista |                                                                                    |
| 2012-2015 | Historias de corazón | Conductora | Lago además de ser conductora del cicló, participó como actriz en varios episodios |

### Cine
| Año  | Título                        | Papel                | Notas                   |
| ---- | ----------------------------- | -------------------- | ----------------------- |
| 2023 | Los bastardos                 | Madre de Tano        |                         |
| 2015 | Me doy cuenta                 |                      | Cortometraje            |
| 2005 | El fuego y el soñador         | "Nana"               |                         |
| 2004 | Hermanos                      | Abuela               | Cortometraje            |
| 2001 | La rosa azul                  | Inés                 |                         |
| 2000 | Los días de la vida           |                      |                         |
| 1995 | El verso                      | Rosa                 |                         |
| 1995 | Fotos del alma                | Ana                  |                         |
| 1994 | Blanca                        | Blanca               | Cortometraje            |
| 1988 | Bajo otro sol                 | Sonia                |                         |
| 1986 | Secretos en el Monte Olvidado | Voz en off           |                         |
| 1985 | Prontuario de un argentino    | Mirta                |                         |
| 1975 | La Raulito                    |                      |                         |
| 1974 | El búho                       | Marta                |                         |
| 1974 | Muñequitas de medianoche      |                      |                         |
| 1973 | Tiempo de jugar               | Susan                | Cortometraje            |
| 1971 | Juguemos en el mundo          | Nancy                |                         |
| 1969 | El cantor enamorado           | Mónica               |                         |
| 1968 | Maternidad sin hombres        | Laura                |                         |
| 1968 | La violencia                  |                      |                         |
| 1967 | El loro de la soledad         | Gudalupe (joven)     |                         |
| 1967 | ¡Al diablo con este cura!     | Inés                 |                         |
| 1966 | La gran felicidad             |                      |                         |
| 1965 | Orden de matar                | Doblaje de Marta Cer |                         |
| 1964 | Voy a hablar de la esperanza  | Carla                |                         |
| 1964 | Tres historias fantásticas    | Joven de la mariposa | Ep: "La red"            |
| 1964 | La sentencia                  | Bettina              |                         |
| 1964 | Un sueño y nada más           | Dolores              | Coproducción con Brasil |
| 1963 | Los inconstantes              |                      |                         |
| 1962 | El terrorista                 | María Claudia        |                         |
| 1961 | Alias Gardelito               | Vecina de Toribio    | Cameo                   |
| 1960 | La patota                     | Hermana de Cardozo   | Cameo                   |
| 1960 | Héroes de hoy                 |                      | Cameo                   |

### Teatro
- La panadera de los poetas (2017) Dir. Mariana Gióvine.
- El ángel (2016)
- Romeo y Julieta de William Shakespeare, Dir. Virginia Lago.
- Milagros del corazón de Alexei Arbuzovz, Dir. Manuel González Gil.
- La mujer del domingo de Ted Willis, Dir. Daniel Suárez Marzal.
- Las chicas del calendario de Tim Firth, Dir. Manuel González Gil.
- Por el placer de volver a verla de Michel Tremblay, Adap. y Dir. Manuel González Gil.
- Darse Cuenta - Teatro y Reflexión, Dir. Daniel Marcove.
- Robinson Crusoe... el mar de Daniel Defoe, Dir. Virginia Lago.
- Filomena Marturano de Eduardo De Filippo, Dir. Manuel González Gil, temp. en Carlos Paz.
- Filomena Marturano de Eduardo De Filippo, Dir. Manuel González Gil.
- Las mosqueteras... del rey, Aut. y Dir. Manuel González Gil.
- Ciclo Teatro x la Identidad, Centro Cultural General San Martín.
- Porteñas de Manuel González Gil y Daniel Botti, Dir. Manuel González Gil.
- Cuentos de Hadas de Raquel Diana, Dir. Virginia Lago.
- El ángel sobre textos de Federico García Lorca, Dir. Virginia Lago y Daniel Marcove.
- La Delfina, una pasión de Susana Poujol, Dir. Daniel Marcove.
- Crímenes del corazón de Beth Henley, Dir. Virginia Lago.
- La Farolera de María Elena Walsh, Dir. Virginia Lago.
- Frida Kahlo, la pasión de Ricardo Halac, Dir. Daniel Suárez Marzal.
- Esa relación tan delicada de Loleh Bellon, Dir. Manuel Iedvabni.
- Borges Buenos Aires sobre textos de Jorge Luis Borges, Dir. Roberto Mosca.
- Mariana Pineda de Federico García Lorca, Dir. Jaime Kogan. Escena de la obra.
- Violeta viene a nacer de Rodolfo Braceli, adaptación y Dir. Rubens W. Correa y Javier Margulis.
- ¡Ay, Carmela! de José Sanchís Sinisterra, Dir. Dervy Vilas.
- Trío de Kado Kostzer, Dir. Emilio Alfaro.
- Tío Vania de Antón Chéjov, Dir. Roberto Durán.
- Una enemiga del pueblo de Henrik Ibsen, Dir. Omar Grasso.
- Vivir en vos de María Elena Walsh, adaptación teatral de Javier Margulis, Dir. Rubens W. Correa.
- La Piaf de Pam Gems, adaptación teatral de Roberto "Tito" Cossa, Dir. Rubens W. Correa.
- Canciones para mirar de María Elena Walsh.
- Lejana tierra prometida de Ricardo Halac, Dir. Omar Grasso - Ciclo Teatro Abierto 1981.
- Sucede lo que pasa de Griselda Gambaro.
- El zoo de cristal de Tennessee Williams, Dir. Wilfredo Ferrán.
- Se armó la murga de Pedro Orgambide.
- Las brujas de Salem de Arthur Miller.
- Dos en el sube y baja de William Gibson.
- Pigmalión de George Bernard Shaw, Dir. Wilfredo Ferrán.

El 41. Teatro de Arte Virginia Lago y Osvaldo Cattone

### Radio
| Año  | Programa     | Emisora     |
| ---- | ------------ | ----------- |
| 2019 | El buen modo | Radio La2X4 |

## Premios y nominaciones

### Premio Martín Fierro
| Año  | Categoría                                     | Programa              | Resultado |
| ---- | --------------------------------------------- | --------------------- | --------- |
| 1990 | Actriz de reparto                             | La bonita página      | Ganadora  |
| 1991 | Actriz de reparto                             | Cosecharás tu siembra | Nominada  |
| 2006 | Actriz de reparto en drama                    | Montecristo           | Nominada  |
| 2008 | Actriz de reparto en drama                    | Mujeres de nadie 2    | Ganadora  |
| 2011 | Actriz protagonista de unitario y/o miniserie | Decisiones de vida    | Nominada  |
| 2013 | Mejor conducción femenina                     | Historias de corazón  | Ganadora  |

### Otros premios
- 1965: Premio Cóndor de Plata a la mejor actriz
- 1984: Premio Estrella de Mar a la mejor actriz
- 1984: Premio Prensario a la mejor actriz
- 1987: Premio Molière
- 1991: Diploma al Mérito, categoría Unipersonal. Fundación Konex.
- 1999: Premio Podestá otorgado por la Asociación Argentina de Actores.
- 2009: Premio Atrevidas
- 2012: Premio Estrella de Mar
- 2012: Premio José María Vilches
- 2013: Premio Santa Clara de Asís
- 2021: Premio Estrella de Mar de oro.[4]

## Fenómeno en Internet
A raíz del ciclo que condujo en Telefé, alrededor del mes de marzo de 2012, su imagen se ha convertido en un fenómeno de internet, en el que se parodia su forma de hablar y actuar. Existen videos en que se la imita, así como en Facebook y Twitter.
En las parodias se pone énfasis en el tono pausado, los diminutivos y la templanza en el habla de Lago, su recurrente latiguillo «¡maravilloso!», para describir una situación. La misma Lago reconoció que ante estas burlas al principio lloró, pero que después lo tomó con humor.